# Alberto Valdés Ramos
Alberto Valdés Ramos (Ciudad de México, 25 de junio de 1919-Ciudad de México, 14 de abril de 2013) fue un jinete mexicano que compitió en la modalidad de salto ecuestre.
Participó en los Juegos Olímpicos de Londres 1948, obteniendo una medalla de oro en la prueba por equipos. Ganó una medalla de bronce en los Juegos Panamericanos de 1951.

## Palmarés internacional
| Juegos Olímpicos     | Juegos Olímpicos         | Juegos Olímpicos  | Juegos Olímpicos |
| Año                  | Lugar                    | Medalla           | Categoría        |
| -------------------- | ------------------------ | ----------------- | ---------------- |
| 1948                 | Londres (Reino Unido)    | Medalla de oro    | Por equipos      |
| Juegos Panamericanos |                          |                   |                  |
| Año                  | Lugar                    | Medalla           | Categoría        |
| 1951                 | Buenos Aires (Argentina) | Medalla de bronce | Por equipos      |